# Redoute Bourbon
Pour les articles homonymes, voir Redoute.
La Redoute Bourbon est une ancienne redoute remarquable de l'île de La Réunion, département et région d'outre-mer français dans le sud-ouest de l'océan Indien. Située dans le quartier de Saint-Denis appelé La Redoute, elle est inscrite en totalité, y compris son mur d'enceinte et son terrain d’assiette, à l'inventaire supplémentaire des Monuments historiques depuis le 3 avril 2007,.
Il s'agit de s'agit de l'unique bâtiment militaire classé de l'île.

## Historique
Le bâtiment est édifié sur un éperon rocheux en 1756 par Antoine Marie Desforges-Boucher (ingénieur du roi). En 1810, le bâtiment joue un rôle remarquable dans l'attaque de l'île par les Anglais. Le bâtiment sert de prison militaire à partir de 1768, puis de magasin à poudre à partir de 1869.
En 2003, un incendie condame l'accès au bâtiment.
De 2020 à 2023, des travaux de rénovation visent à remettre en état la toiture,et refaire les façades et le mur d'enceinte. L'installation d'un musée militaire à l'intérieur des murs est annoncée.